# Karin Büttner-Janz
Karin Büttner-Janz, de naixement Karin Janz, (Hartmannsdorf bei Cottbus, Alemanya Oriental, 17 de febrer de 1952) és una gimnasta artística alemanya, guanyadora de set medalles olímpiques. Actualment exerceix de metgessa.
Va participar, als 16 anys, als Jocs Olímpics d'Estiu de 1968 realitzats a Ciutat de Mèxic (Mèxic), on va aconseguir guanyar la medalla de plata en la prova de barres asimètriques i la medalla de bronze en la prova del concurs complet (per equips) amb l'equip de la RDA. En aquests mateixos Jocs finalitzà quarta en la prova de barra d'equilibris i sisena en el concurs complet (individual), aconseguint així sengles diplomes olímpics, com a resultats més destacats.
En els Jocs Olímpics d'Estiu de 1972 realitzats a Múnic (Alemanya Occidental) aconseguí guanyar la medalla d'or en les proves de barres asimètriques i salt sobre cavall, la medalla de plata en el concurs complet (individual) in concurs complet (per equips), així com la medalla de bronze en la prova de barra d'equilibris. En aquests mateixos Jocs finalitzà quarta en la prova d'exercici de terra, aconseguint així un nou diploma olímpic.
Al llarg de la seva carrera aconseguí guanyar tres medalles en el Campionat del Món de gimnàstica artística, una d'elles d'or, i set medalles en el Campionat d'Europa de l'especialitat, quatre d'elles d'or.